# Neferkare-Neby
Neferkare-Neby of Neferkare III was een koning van de 7e dynastie van Egypte. Zijn naam betekent “Schitterend is de ka van Re”. Neby is zijn geboortenaam.

## Biografie
Over deze farao is iets meer bekend dan over andere koningen van de zevende dynastie. Zijn naam staat in de Koningslijst van Abydos (nr. 43) en twee andere bronnen. Hoogstwaarschijnlijk was zijn moeder koningin Anchensenpepi II, wat betekent dat hij een zoon van koning Pepi II Neferkare moet zijn.
Neferkare-Neby wordt genoemd op een schijndeur in het graf van koningin Anchensenpepi II en op haar sarcofaag. Op de stèle van Anchensenpepi II is vermeld dat Neferkare-Neby begon met de bouw van een piramide, waarschijnlijk in Saqqara. De piramide is waarschijnlijk nooit voltooid en er zijn geen resten van bekend.